# Кінний трамвай (монета)
«Кі́нний трамва́й» — пам'ятна монета номіналом 5 гривень, випущена Національним банком України, присвячена першому рейковому вуличному транспорту, проєкти будівництва якого на території сучасної України в епоху бурхливого технологічного прогресу з'являються в другій половині ХІХ століття: спочатку у Львові, а потім у Києві.
Монету введено в обіг 25 травня 2016 року. Вона належить до серії «Інші монети».

## Опис монети та характеристики
| Номінал грн. | Метал      | Маса, г | Діаметр, мм | Якість виготовлення       | Гурт     | Тираж, штук                                        |
| ------------ | ---------- | ------- | ----------- | ------------------------- | -------- | -------------------------------------------------- |
| 5            | нейзильбер | 16,54   | 35,0        | спеціальний анциркулейтед | рифлений | 35 000 (у тому числі 15 000 у сувенірній упаковці) |

### Аверс
На аверсі монети розміщено: угорі малий Державний Герб України, над яким півколом напис — «УКРАЇНА», унизу — рік карбування монети «2016» та номінал «П'ЯТЬ ГРИВЕНЬ»; стилізовану композицію: підкову, у центрі якої одна з площ Києва; логотип Банкнотно-монетного двору Національного банку України (унизу ліворуч).

### Реверс
На реверсі монети на тлі стилізованої панорами міста Львова зображено кінний трамвай та угорі півколом розміщено напис «КІННИЙ ТРАМВАЙ».

15000 монет із загального тиражу було випущено у буклетах
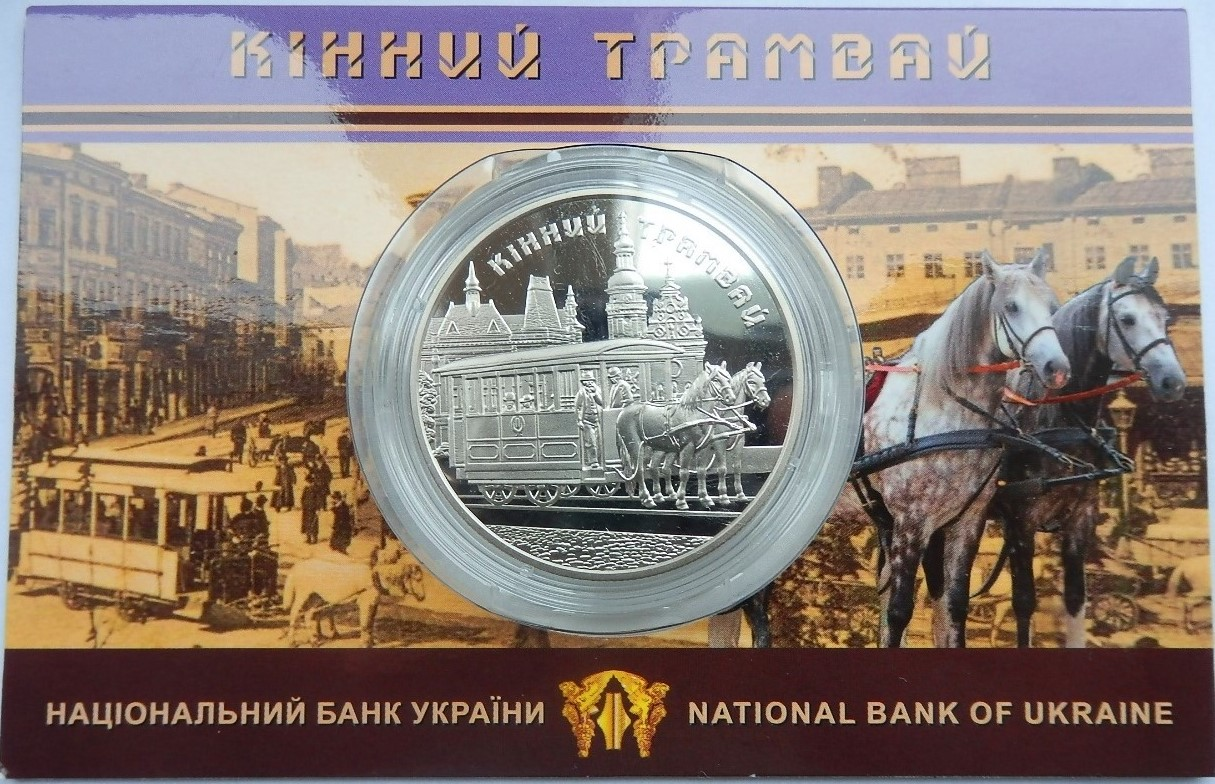
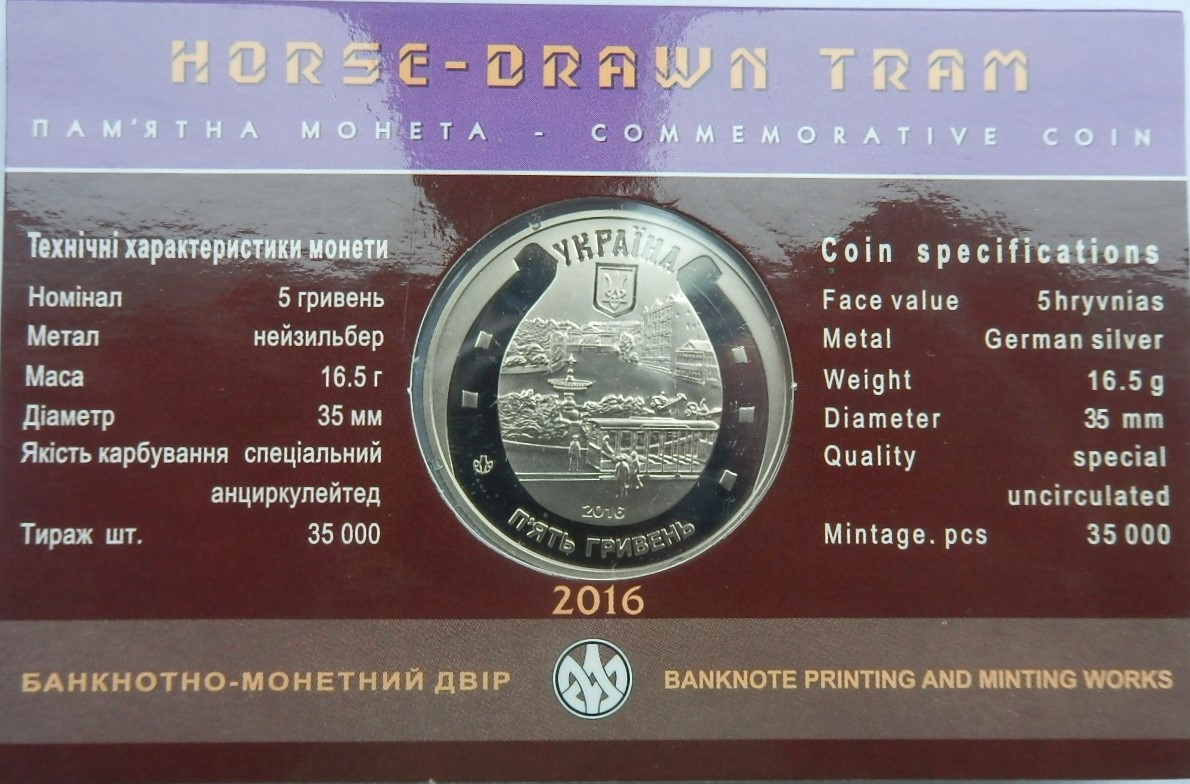

## Автори

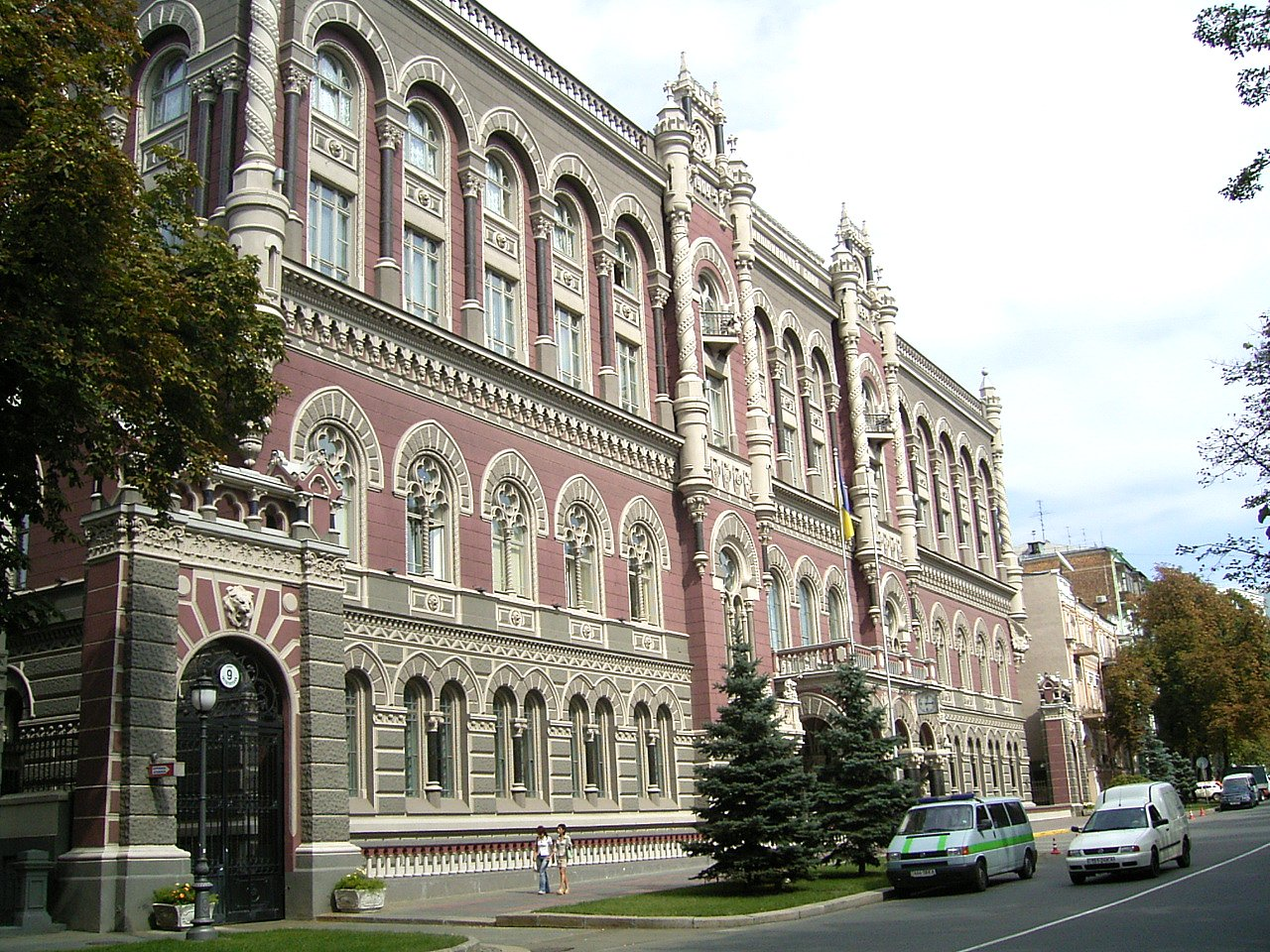
Будівля Національного банку України

- Художники: Таран Володимир, Харук Олександр, Харук Сергій (аверс); Дем'яненко Володимир (реверс).
- Скульптори: Атаманчук Володимир, Дем'яненко Володимир.

## Вартість монети
Під час введення монети в обіг у 2016 році, Національний банк України реалізовував монету через свої філії за ціною 38 гривень.
Фактична приблизна вартість монети, з роками змінювалася так:
| Рік        | 2017 | 2018 | 2019 | 2020 | 2021 | 2022 | 2023 | 2024 | 2025 |
| ---------- | ---- | ---- | ---- | ---- | ---- | ---- | ---- | ---- | ---- |
| Ціна, грн. | 60   | 65   | 70   | 70   | 85   | 110  | 280  | 420  | 460  |